# Affe vor Skelett
Affe vor Skelett ist der Titel eines um 1900 entstandenen Gemäldes des böhmischen Malers Gabriel von Max. Das mit Ölfarben auf Leinwand gemalte und 61 cm × 44,5 cm große Kunstwerk zeigt einen Affen, der vor der Kulisse eines abgedunkelten Innenraums einem Skelett gegenübersteht. Als Teil des Max'schen Spätwerks ist das Motiv des Affen in einer Reihe weiterer Darstellungen zu finden, die von 1871 bis hin zum Tod des Künstlers im Jahr 1915 entstehen. Das Gemälde befindet sich heute in Hamburger Privatbesitz.

## Bildbeschreibung
Der stehende Rhesusaffe ist frontal und in unmittelbarer Nähe vor dem Skelett positioniert, welches sich dem Betrachter vor dem Gemälde nur in Rückansicht erschließt. Mit sparsamer aber neugieriger Gestik ist der am Unterkörper angebundene Affe dabei im Bewegungsmoment festgehalten. Mit seiner linken Hand stützt er sich auf die schriftlichen Heftnotizen und Blätter auf dem Tisch vor ihm. Seine rechte wirkt hingegen weniger aktiv und schmeichelt in ihrer angewinkelten und eingerollten Haltung mehr der charakteristischen Natur des Affen. Darunter ist griffnah eine schwarze Schreibfeder auf dem beschrifteten Heft abgelegt.
Das Skelett ist in ähnlicher Haltung leicht nach vorne gebeugt, wird jedoch durch einen Stab am Ende der Wirbelsäule stabilisiert. Welcher Ordnung oder Gattung es genau zuzuschreiben ist, etwa ob es sich um einen näheren Artverwandten des Makaken handelt, ist nicht eindeutig zu klären. Weiterhin sind ein Tintenfass und beschriebene Blätter im Mittelpunkt des Bildes dargestellt, der von Primat und Skelett seitlich umrahmt wird. Durch das Skelett hindurch ist dabei ein auffällig rotes Buch zu erkennen. Dieses Motiv wird durch zwei weitere, rot eingebundene Bücher nach hinten aufsteigend fortgeführt.
Im Hintergrund schließen sich zusätzlich eine Vielzahl von gebundenen Schriften und losen Blättern auf Tisch und Regalen an, die mit zunehmender Entfernung und Dunkelheit des Raumes in schemenhaften Umrissen enden.

## Bilddeutung
Abgrenzend vom mittelalterlichen Gebrauch des Affenmotivs zur Andeutung von Schelmerei oder Triebhaftigkeit ist der Primat hier als Denker dargestellt, der ein Skelett erforscht. Gedankenverloren richtet sich der Blick des Affen leicht schielend auf das Skelett, das als Vanitas-Symbol auf die eigene Vergänglichkeit hindeutet. Es kann als Objekt und Resultat der Forschung anerkannt werden, das nun neben dem beschrifteten Blatt der Evolution steht. Der Urheber der abgebildeten Schriftstücke bleibt dennoch ungewiss.

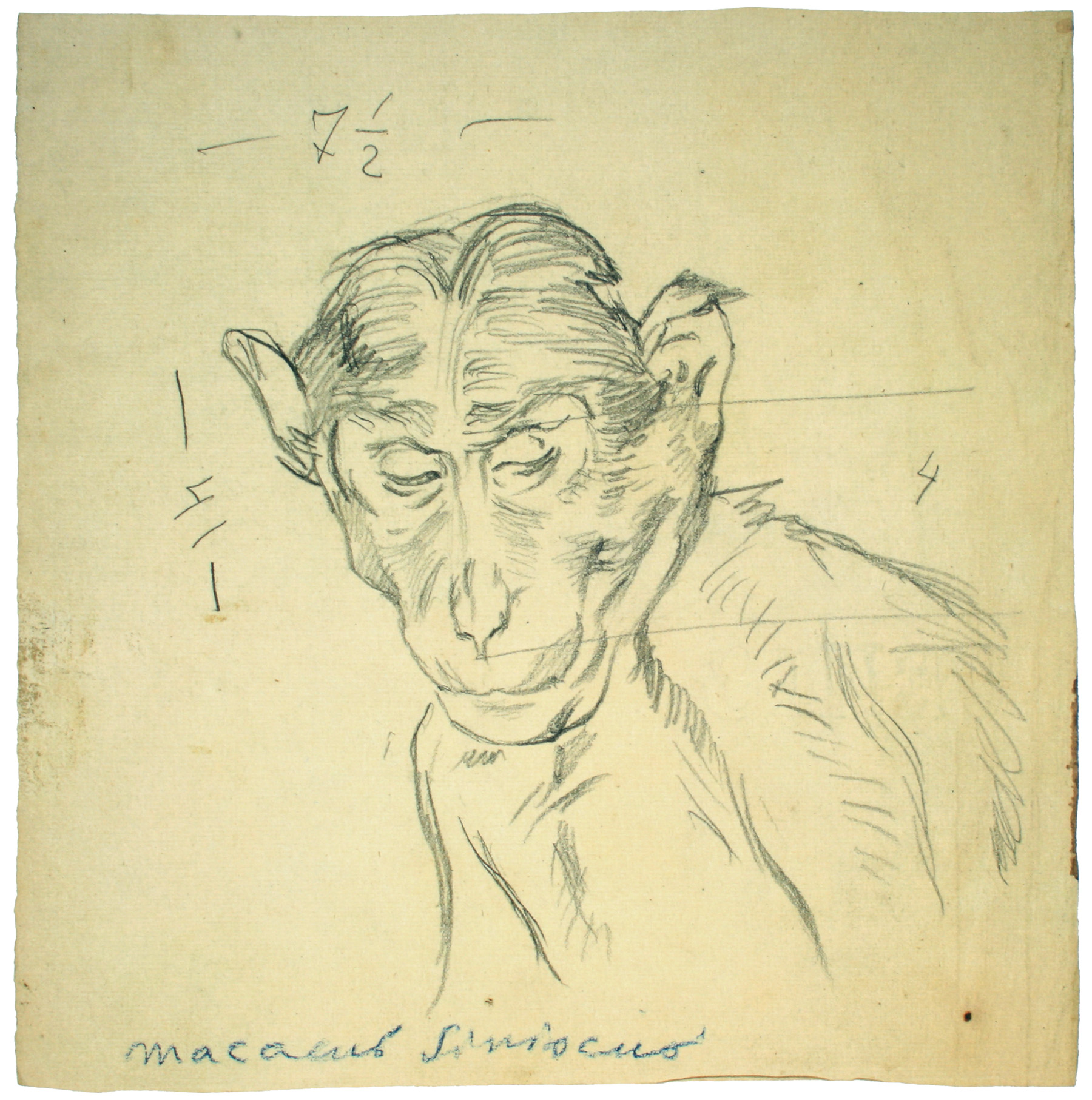
Gabriel von Max:
Macacus Siniscus, 1869–1871, Städtische Galerie im Lenbachhaus, München

Vergleichbar mit Affe vor Skelett sind Farbtreue und Detailgenauigkeit in den meisten seiner Affengemälden entscheidende Elemente, die Natürlichkeit suggerieren und vom Rückgriff des Künstlers auf lebende wie präparierte Tiere als Studienmodelle zeugen.
Ab dem Jahr 1870 hielt der Maler eine Gruppe von Affen im eigenen Haushalt, die er beobachtete und studierte. Es entstanden detaillierte Beschreibungen ihres Verhaltens, ihrer kognitiven Fortschritte und  Erkrankungen. Viele Tiere starben aufgrund der Witterungsbedingungen in München, wobei der Künstler einige der toten Tiere auf Holz annagelte, um sie als Modell für seine Gemälde zu nutzen. Auch Sezierungen wurden von ihm durchgeführt und anschließend zeichnerisch festgehalten. Einige der Affen erhielten Namen wie beispielsweise seine Lieblinge Paly und Puk, die zeitweise auch Kleidung trugen und am gleichen Tisch spiesen. Reisen in außereuropäische Länder nahm der Künstler allerdings nicht vor, wie er in seinem Notizbuch von 1908 anmerkte: „I never got beyond Europe’s cultural savages.“
Trotz dem Anliegen des Künstlers, die Natur der Affen realistisch wiederzugeben, was die feinen Farbübergänge und Lichtakzente belegen, wirkt das Gemälde Affe vor Skelett ein Stück weit beschönigt. Dies lässt auf den damals hohen Rang und Einfluss der Historienmalerei schließen.
Der Affe wurde aber nicht mehr als Schauspieler in der Rolle des Menschen abgebildet, wie es beispielsweise noch bei den bekleideten Affen der Singerien üblich war, sondern  als Lebewesen mit Fähigkeiten wahrgenommen, die in der Veranlagung des Menschen kaum oder gar nicht mehr erhalten sind. Die Grenzen zwischen Mensch und Tier werden eingehender erkundet, wobei es nun gilt auch das Wesen und somit die Wahrhaftigkeit des Affen zu fassen. Dennoch wird die gezeigte Realität auf dem Gemälde konstruiert, wobei der Symbolgehalt des Primaten in veränderter Form fortbesteht.
Als Sammler und Intellektueller verband Gabriel von Max Kunst mit Wissenschaft, um Fragen der menschlichen Abstammung und Fortentwicklung zu thematisieren. Eine vergleichbare Vorgehensweise verfolgt kurz zuvor auch der deutsche Bildhauer Hugo Rheinhold, der ähnliche thematische Schwerpunkte (Bronzeplastik Affe mit Schädel, 1892) setzt.

## Einordnung und literarische Vorbilder

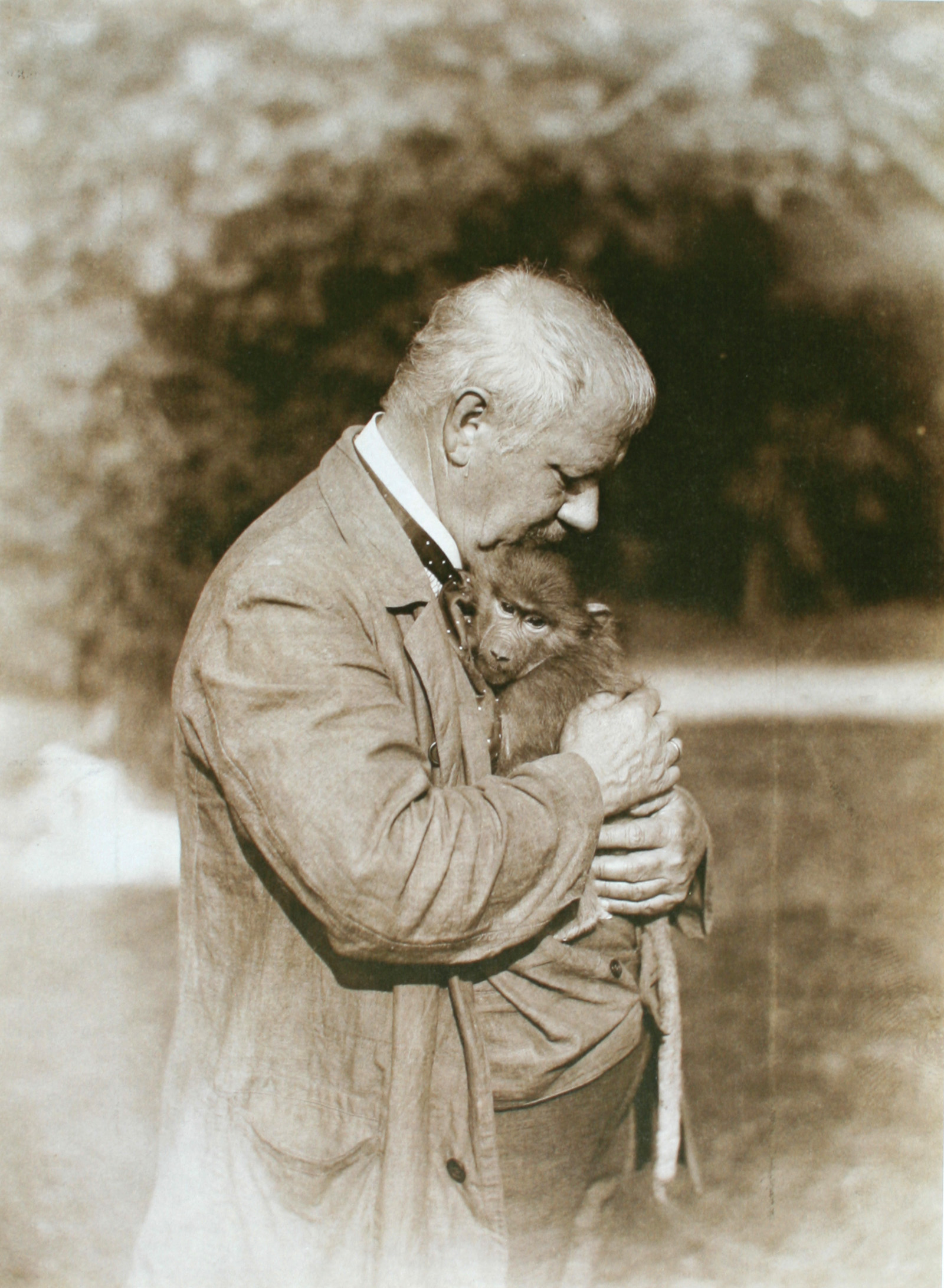
Gabriel von Max mit jungem Pavian, 1902, Städtische Galerie im Lenbachhaus, München

Den Ursprung des Menschen zu erkunden ist eine entscheidende Komponente im Gesamtwerk Gabriel von Max. Allerdings wird diese eher rückwärtsgewandte Suche mit einem Zukunftsglauben verbunden, der sich an technischer Innovation, wie beispielsweise die Entdeckung der Röntgenstrahlen im Jahre 1895, und darwinistischen Theorien orientiert. Als literarische Quellen dienen dem Künstler verschiedene Publikationen  Jean-Baptiste de Lamarcks, Charles Darwins, Thomas Henry Huxleys und des deutschen Zoologen Ernst Haeckels. Mit Letzterem entsteht ein reger Briefwechsel zur Diskussion aktueller Studien, der darüber hinaus  gegenseitigen Respekt und Bewunderung ausdrückt. Zum 60. Geburtstag erhält Ernst Haeckel das Gemälde Pithecanthropus alalus, das seinen Platz in dessen privaten Räumen findet.
Was Visionen und Zukunftsvorstellungen angeht, ist jedoch auch auf das Interesse des Künstlers am Okkultismus und Spiritismus hinzuweisen, welches besonders die erste Schaffensphase des Künstlers bestimmt. Als strenger Gegner der Vivisektion setzt er die Niederschrift seiner Beobachtungen und Studien anhand von Notizen zeitlebens fort. So schreibt der Künstler am 5. September 1899 in einem Brief an seinen jüngsten Sohn Corneille Max: „Now the natural scientists and vivisectors are meeting in Munich – these materialists all have a lot to answer for: the miserableness of Christianity is the result.“ Deutlich kommt hier die Abneigung des Künstlers gegen den erkenntnistheoretischen Materialismus und die reine Rationalität zum Ausdruck. Die Affengemälde sind daher einerseits als Dokumentation seiner wissenschaftlichen Arbeit zu verstehen, die der Weiterführung der Forschungsthemen dient, veranschaulichen andererseits aber auch psychologisch bis spirituelle Ideen.
Die Beziehung zwischen Mensch und Umwelt kennzeichnen im 19. Jahrhundert große Fortschritte im Bereich der Zoologie, der Haltung und des Schutzes von Tieren. Gabriel von Max proklamiert daher unter anderem eine engere Beziehung zur Natur und Tierwelt, die das bestehende Hierarchiedenken des Menschen hinten anstellt, den naturwissenschaftlichen Fortschritt aber nicht hemmt. Auch die Schriften Arthur Schopenhauers sind daher wegweisend. Dieser formuliert 1841 in seinem Essay Über die Grundlagen der Moral ein neues mitfühlendes Werteverständnis gegenüber anderen Lebewesen.